# Maurica powelli
Maurica powelli är en fjärilsart som beskrevs av Charles Oberthür. Maurica powelli ingår i släktet Maurica och familjen björnspinnare. Inga underarter finns listade i Catalogue of Life.